# Норт-Сі (Нью-Йорк)
Норт-Сі (англ. North Sea) — переписна місцевість (CDP) в США, в окрузі Саффолк штату Нью-Йорк. Населення — 5461 особа (2020).

## Географія
Норт-Сі розташований за координатами 40°55′52″ пн. ш. 72°24′22″ зх. д. / 40.93111° пн. ш. 72.40611° зх. д. (40.931122, -72.406050).  За даними Бюро перепису населення США в 2010 році переписна місцевість мала площу 31,32 км², з яких 28,62 км² — суходіл та 2,70 км² — водойми.

## Демографія
Згідно з переписом 2010 року, у переписній місцевості мешкало 4458 осіб у 1771 домогосподарстві у складі 1159 родин. Густота населення становила 142 особи/км².  Було 3477 помешкань (111/км²).
Расовий склад населення:
| - 92,8 % — білих - 1,5 % — азіатів - 1,1 % — чорних або афроамериканців - 0,1 % — вихідців з тихоокеанських островів - 0,1 % — корінних американців - 2,4 % — осіб інших рас |

До двох чи більше рас належало 1,9 %. Частка іспаномовних становила 16,8 % від усіх жителів.
За віковим діапазоном населення розподілялося таким чином: 19,9 % — особи молодші 18 років, 63,2 % — особи у віці 18—64 років, 16,9 % — особи у віці 65 років та старші. Медіана віку мешканця становила 43,1 року. На 100 осіб жіночої статі у переписній місцевості припадало 103,7 чоловіків;  на 100 жінок у віці від 18 років та старших — 101,8 чоловіків також старших 18 років.
Середній дохід на одне домашнє господарство  становив 128 074 долари США (медіана — 72 554), а середній дохід на одну сім'ю — 152 809 доларів (медіана — 85 573). Медіана доходів становила 56 858 доларів для чоловіків та 49 444 долари для жінок. За межею бідності перебувало 5,2 % осіб, у тому числі 9,1 % дітей у віці до 18 років та 3,3 % осіб у віці 65 років та старших.
Цивільне працевлаштоване населення становило 2166 осіб. Основні галузі зайнятості: науковці, спеціалісти, менеджери — 21,0 %, роздрібна торгівля — 15,7 %, освіта, охорона здоров'я та соціальна допомога — 12,9 %, будівництво — 11,5 %.